# トワイライトアベニュー767〜さくまひできのクマクマパラダイス
『トワイライトアベニュー767〜さくまひできのクマクマパラダイス』は、埼玉県鴻巣市のコミュニティFM局フラワーラジオで放送されているラジオ番組である。

## 概要
2010年10月から放送開始。普段は鴻巣市のフラワーラジオ社屋のスタジオからの生放送である。パーソナリティの地方公演などのスケジュールの都合により、事前収録での放送となることがある。サイマルラジオでの同時放送がある。
前身は、同局で毎週月曜日15:00 - 17:00に放送されていた「さくまひできのクマクマパラダイス」。

## 放送時間
- 毎週火曜日 17:00 - 19:00

## パーソナリティ
- さくまひでき

## コーナー
- 今週のテーマ
週替わりのテーマに対しリスナーから寄せられたメール、FAXを紹介するコーナー。
- 落語でパラダイス
週替わりのテーマを出題し、リスナーから寄せられた落ちの付いた話を紹介するコーナー。
- 2ショット写真
リスナーから寄せられた人やモノとの2ショット写真にパーソナリティがコメントする。